# Igelkottshirs
Igelkottshirs (Cenchrus incertus) är en gräsart som beskrevs av Moses Ashley Curtis. Enligt Catalogue of Life ingår Igelkottshirs i släktet tagghirser och familjen gräs, men enligt Dyntaxa är tillhörigheten istället släktet tagghirser och familjen gräs. Arten förekommer tillfälligt i Sverige, men reproducerar sig inte. Inga underarter finns listade i Catalogue of Life.